# فرنلس
فرنلس (به اسپانیایی: Fórnoles) یک شهرستان در اسپانیا است که در استان تروئل واقع شده‌است.

## خصوصیات
فرنلس ۳۲ کیلومترمربع مساحت و ۱۰۳ نفر جمعیت دارد.